# ATP Tour 2006
In der folgenden Tabelle werden die Turniere der professionellen Herrentennis-Saison 2006 (ATP-Tour) dargestellt.

## Turnierplan
| Ort                 | Land                         | Turnier                                              | Serie                     | Belag¹        | Sieger             |
| ------------------- | ---------------------------- | ---------------------------------------------------- | ------------------------- | ------------- | ------------------ |
| Doha                | Katar                        | Qatar ExxonMobil Open                                | International Series      | Hartplatz     | Roger Federer      |
| Chennai             | Indien                       | Chennai Open                                         | International Series      | Hartplatz     | Ivan Ljubičić      |
| Adelaide            | Australien                   | Next Generation Adelaide International               | International Series      | Hartplatz     | Florent Serra      |
| Sydney              | Australien                   | Sydney International                                 | International Series      | Hartplatz     | James Blake        |
| Auckland            | Neuseeland                   | Heineken Open                                        | International Series      | Hartplatz     | Jarkko Nieminen    |
| Melbourne           | Australien                   | Australian Open                                      | Grand Slam                | Hartplatz     | Roger Federer      |
| Zagreb              | Kroatien                     | International Indoor Tennis Championships of Croatia | International Series      | Teppich (i)   | Ivan Ljubičić      |
| Viña del Mar        | Chile                        | Movistar Open                                        | International Series      | Sand          | José Acasuso       |
| Delray Beach        | Vereinigte Staaten           | Delray Beach International Tennis Championships      | International Series      | Hartplatz     | Tommy Haas         |
| Buenos Aires        | Argentinien                  | Copa Telmex                                          | International Series      | Sand          | Carlos Moyá        |
| San Jose            | Vereinigte Staaten           | SAP Open                                             | International Series      | Hartplatz (i) | Andy Murray        |
| Marseille           | Frankreich                   | Open 13                                              | International Series      | Hartplatz (i) | Arnaud Clément     |
| Memphis (Tennessee) | Vereinigte Staaten           | Regions Morgan Keegan Championships                  | International Series Gold | Hartplatz (i) | Tommy Haas         |
| Rotterdam           | Niederlande                  | ABN/AMRO World Tennis Tournament                     | International Series Gold | Hartplatz (i) | Radek Štěpánek     |
| Costa do Sauípe     | Brasilien                    | Brasil Open                                          | International Series      | Sand          | Nicolás Massú      |
| Acapulco            | Mexiko                       | Abierto Mexicano Telcel                              | International Series Gold | Sand          | Luis Horna         |
| Dubai               | Vereinigte Arabische Emirate | The Dubai Tennis Championships                       | International Series Gold | Hartplatz     | Rafael Nadal       |
| Las Vegas           | Vereinigte Staaten           | Tennis Channel Open                                  | International Series      | Hartplatz     | James Blake        |
| Indian Wells        | Vereinigte Staaten           | Pacific Life Open                                    | ATP Masters Series        | Hartplatz     | Roger Federer      |
| Miami               | Vereinigte Staaten           | NASDAQ-100 Open                                      | ATP Masters Series        | Hartplatz     | Roger Federer      |
| Valencia            | Spanien                      | Open de Tenis Comunidad Valenciana                   | International Series      | Sand          | Nicolás Almagro    |
| Houston             | Vereinigte Staaten           | US Men’s Clay Court Championships                    | International Series      | Sand          | Mardy Fish         |
| Monte Carlo         | Monaco                       | Masters Series Monte-Carlo                           | ATP Masters Series        | Sand          | Rafael Nadal       |
| Barcelona           | Spanien                      | Open SEAT Godó 2006                                  | International Series Gold | Sand          | Rafael Nadal       |
| Casablanca          | Marokko                      | Grand Prix Hassan II                                 | International Series      | Sand          | Daniele Bracciali  |
| Estoril             | Portugal                     | Estoril Open                                         | International Series      | Sand          | David Nalbandian   |
| München             | Deutschland                  | BMW Open                                             | International Series      | Sand          | Olivier Rochus     |
| Rom                 | Italien                      | Campionati Internazionali d’Italia                   | ATP Masters Series        | Sand          | Rafael Nadal       |
| Hamburg             | Deutschland                  | Masters Series Hamburg                               | ATP Masters Series        | Sand          | Tommy Robredo      |
| Düsseldorf          | Deutschland                  | ARAG ATP World Team Championship                     | World Team Cup            | Sand          | Kroatien           |
| Pörtschach          | Österreich                   | Hypo Group Tennis International                      | International Series      | Sand          | Nikolai Dawydenko  |
| Paris               | Frankreich                   | French Open                                          | Grand Slam                | Sand          | Rafael Nadal       |
| Halle (Westf.)      | Deutschland                  | Gerry Weber Open                                     | International Series      | Rasen         | Roger Federer      |
| London              | Vereinigtes Königreich       | The Stella Artois Championships                      | International Series      | Rasen         | Lleyton Hewitt     |
| ’s-Hertogenbosch    | Niederlande                  | Ordina Open                                          | International Series      | Rasen         | Mario Ančić        |
| Nottingham          | Vereinigtes Königreich       | The 10tele.com Open                                  | International Series      | Rasen         | Richard Gasquet    |
| Wimbledon, London   | Vereinigtes Königreich       | Wimbledon Championships                              | Grand Slam                | Rasen         | Roger Federer      |
| Gstaad              | Schweiz                      | Allianz Suisse Open Gstaad                           | International Series      | Sand          | Richard Gasquet    |
| Båstad              | Schweden                     | Synsam Swedish Open                                  | International Series      | Sand          | Tommy Robredo      |
| Newport             | Vereinigte Staaten           | Campbell’s Hall of Fame Tennis Championships         | International Series      | Rasen         | Mark Philippoussis |
| Stuttgart           | Deutschland                  | Mercedes Cup                                         | International Series Gold | Sand          | David Ferrer       |
| Indianapolis        | Vereinigte Staaten           | RCA Championships                                    | International Series      | Hartplatz     | James Blake        |
| Amersfoort          | Niederlande                  | Dutch Open Tennis                                    | International Series      | Sand          | Novak Đoković      |
| Kitzbühel           | Österreich                   | Generali Open                                        | International Series Gold | Sand          | Agustín Calleri    |
| Los Angeles         | Vereinigte Staaten           | Countrywide Classic                                  | International Series      | Hartplatz     | Tommy Haas         |
| Umag                | Kroatien                     | Croatia Open Umag                                    | International Series      | Sand          | Stanislas Wawrinka |
| Washington, D.C.    | Vereinigte Staaten           | Legg Mason Tennis Classic                            | International Series      | Hartplatz     | Arnaud Clément     |
| Sopot               | Polen                        | Orange Prokom Open                                   | International Series      | Sand          | Nikolai Dawydenko  |
| Montreal            | Kanada                       | Kanada Masters                                       | ATP Masters Series        | Hartplatz     | Roger Federer      |
| Cincinnati          | Vereinigte Staaten           | Western & Southern Financial Group Masters           | ATP Masters Series        | Hartplatz     | Andy Roddick       |
| New Haven           | Vereinigte Staaten           | Pilot Pen Tennis                                     | International Series      | Hartplatz     | Nikolai Dawydenko  |
| New York City       | Vereinigte Staaten           | US Open                                              | Grand Slam                | Hartplatz     | Roger Federer      |
| Bukarest            | Rumänien                     | BCR Open Romania                                     | International Series      | Sand          | Jürgen Melzer      |
| Peking              | Volksrepublik China          | China Open                                           | International Series      | Hartplatz     | Marcos Baghdatis   |
| Bangkok             | Thailand                     | Thailand Open                                        | International Series      | Hartplatz     | James Blake        |
| Mumbai              | Indien                       | Mumbai Open                                          | International Series      | Hartplatz     | Dmitri Tursunow    |
| Palermo             | Italien                      | Campionati Internazionali di Sicilia                 | International Series      | Sand          | Filippo Volandri   |
| Tokio               | Japan                        | AIG Japan Open Tennis Championships                  | International Series Gold | Hartplatz     | Roger Federer      |
| Metz                | Frankreich                   | Open de Moselle                                      | International Series      | Hartplatz (i) | Novak Đoković      |
| Wien                | Österreich                   | BA-CA Tennis Trophy                                  | International Series Gold | Hartplatz (i) | Ivan Ljubičić      |
| Stockholm           | Schweden                     | Stockholm Open                                       | International Series      | Hartplatz (i) | James Blake        |
| Moskau              | Russland                     | ATP Kremlin Cup                                      | International Series      | Teppich (i)   | Nikolai Dawydenko  |
| Madrid              | Spanien                      | Masters Series Madrid                                | ATP Masters Series        | Hartplatz (i) | Roger Federer      |
| Basel               | Schweiz                      | Davidoff Swiss Indoors Basel                         | International Series      | Teppich (i)   | Roger Federer      |
| Sankt Petersburg    | Russland                     | St. Petersburg Open                                  | International Series      | Teppich (i)   | Mario Ančić        |
| Lyon                | Frankreich                   | Grand Prix de Tennis de Lyon                         | International Series      | Teppich (i)   | Richard Gasquet    |
| Paris               | Frankreich                   | BNP Paribas Masters                                  | ATP Masters Series        | Teppich (i)   | Nikolai Dawydenko  |
| Shanghai            | Volksrepublik China          | Tennis Masters Cup                                   | Tennis Masters Cup        | Hartplatz (i) | Roger Federer      |

¹ Das Kürzel „(i)“ (= indoor) bedeutet, dass das betreffende Turnier in einer Halle ausgetragen wird.